# Storni (krater)
För andra betydelser, se Storni.
Storni är en nedslagskrater med en diameter på 22 kilometer, på planeten Venus. Storni har fått sitt namn efter den argentinska poeten Alfonsina Storni.